# Lobocleta nymphidiata
Lobocleta nymphidiata là một loài bướm đêm trong họ Geometridae.